# Det gælder livet
Det gælder livet er en dansk film fra 1953, instrueret af Jon Iversen efter manuskript af Ib Freuchen.

## Medvirkende
- Poul Müller
- Lisbeth Movin
- Hans Kurt
- Signi Grenness
- Henning Moritzen
- Henrik Wiehe
- Preben Uglebjerg
- Kjeld Jacobsen
- Tavs Neiiendam
- Johannes Meyer